# Sceloporus licki
Sceloporus licki là một loài thằn lằn trong họ Phrynosomatidae. Loài này được Van Denburgh mô tả khoa học đầu tiên năm 1895.